# المنظمة النسائية الصهيونية العالمية
المنظمة النسائية الصهيونية الدولية، فيتسو (بالعبرية: ויצו‏)، هي منظمة تطوعية مكرسة للرعاية الاجتماعية في جميع قطاعات المجتمع الإسرائيلي، والنهوض بمكانة المرأة، والتعليم اليهودي في إسرائيل والشتات.

## التاريخ

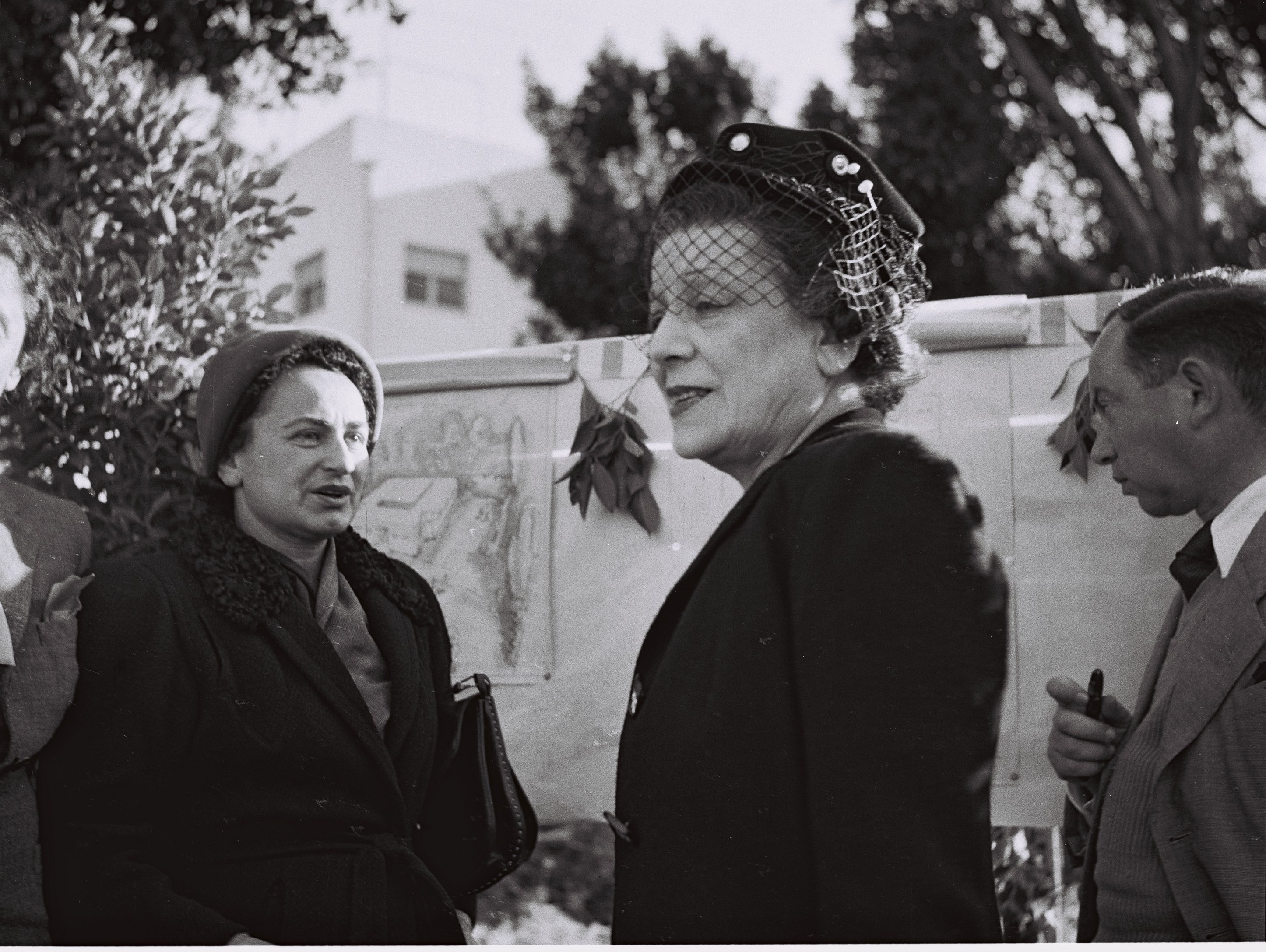
فيرا وايزمان تزور حضانة فيتسو في رحوفوت عام 1946

تأسست فيتسو في إنجلترا في 7 يوليو 1920 من قبل ريبيكا سيف والدكتورة فيرا وايزمان (زوجة أول رئيس لإسرائيل، الدكتور حاييم وايزمان) وإديث إيدر، ورومانا غودمان، وهنريتا إيرويل، لتقديم الخدمات المجتمعية لسكان فلسطين الانتدابية.
تم افتتاح فروع فيتسو في جميع أنحاء أوروبا، مثل تلك التي أدارتها جوليا باتينو في مقدونيا، ولكن تم إغلاق العديد منها عقب الاحتلال النازي والمحرقة. استمرت فروع أمريكا اللاتينية في العمل خلال الحرب.
في عام 1949، وبعد تأسيس دولة إسرائيل، نقلت فيتسو مقرها إلى إسرائيل وأصبحت سيف رئيسة منظمة فيتسو العالمية. وفي عام 1966، حلت محلها روزا جينوسار. ومن بين الرؤساء السابقين الآخرين رايا جاغلوم، وميشال هرئيل موداعي، ملكة جمال إسرائيل السابقة وزوجة السياسي الإسرائيلي إسحاق موداعي.
ومن بين مشاريع الرعاية الاجتماعية المبكرة التي نفذتها فيتسو في فلسطين الانتدابية، كان إنشاء عيادات رعاية الأطفال ومراكز توزيع الملابس، ولا يزال العديد منها يعمل حتى اليوم. افتتحت فيتسو أول مركز للرعاية النهارية في البلاد في تل أبيب عام 1926.
في عام 2008، حصلت فيتسو مع منظمتين نسويتين أخريين على جائزة إسرائيل لإنجازاتها مدى الحياة ومساهمتها الخاصة في المجتمع ودولة إسرائيل.

## النشاط السياسي في إسرائيل
شكلت فيتسو حزبًا وترشحت للكنيست في أول انتخابات إسرائيلية عام 1949، وحصلت على 1،2% من الأصوات. لقد فازت بمقعد واحد ومثلتها راشيل كوهين كاغان، رئيسة فيتسو في ذلك الوقت. خاضت كوهين كاغان لاحقًا انتخابات الكنيست الخامسة كعضو في الحزب الليبرالي (مع أنها كانت عضوًا في المجموعة التي انشقت لتشكيل الليبراليين المستقلين).

## اليوم

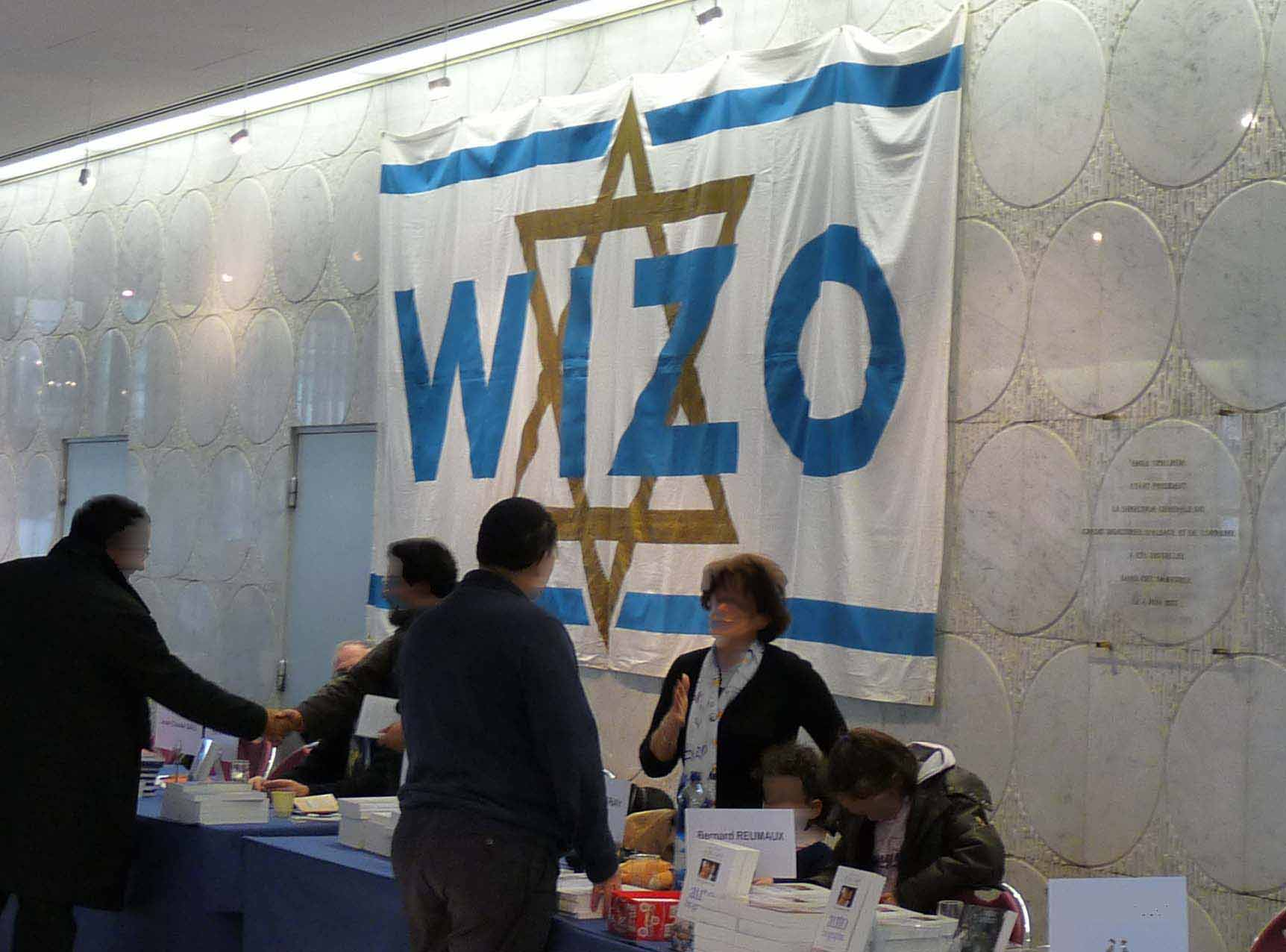
معرض الكتاب فيتسو بستراسبورغ في فرنسا، 2009

اليوم، تدير فيتسو 180 مركزًا للرعاية النهارية في إسرائيل، وترعى 14،000 طفل لأمهات عاملة ومهاجرين جدد وعائلات محتاجة. كما تدير المنظمة معسكرات صيفية ودورات للعائلات ذات الوالد الوحيد وأطر علاجية للأطفال الذين تم إخراجهم من منازلهم بأمر من المحكمة.
فيتسو هي الآن أكبر منظمة نسائية صهيونية في العالم. وفي عام 2008، أرسلت 36 دولة عضو مندوبين إلى إسرائيل للاحتفال بعيد ميلاد المنظمة الثامن والثمانون.
الرئيس الحالي لفيتسو العالمية هي إستير مور، التي حلت محل طوفا بن دوف، في عام 2016.

## روابط خارجية
- الموقع الرسمي (باللغة الإنجليزية)